# Studencki Komitet Solidarności w Poznaniu
Studencki Komitet Solidarności (SKS) w Poznaniu – opozycyjna organizacja studencka działająca w drugiej połowie lat 70. XX w., powiązana wspólnotą celów ze Studenckimi Komitetami Solidarności powstałymi w 1977 w Krakowie, Poznaniu, Gdańsku i Warszawie.

## Historia
SKS w Poznaniu powstał 15 listopada 1977, jako czwarty w Polsce po SKS-ach w Krakowie, Warszawie i Gdańsku. Inspiratorem jego utworzenia był Stanisław Barańczak, a bezpośrednim impulsem obrona S. Barańczaka przed planowanym wyrzuceniem go z pracy na Uniwersytecie im. Adama Mickiewicza w Poznaniu.
SKS poznański wydawał oświadczenia w obronie osób prześladowanych ze względów politycznych. Poza obroną S. Barańczaka dotyczyło to m.in. aktorów Teatru Ósmego Dnia, usuniętego ze studiów Ziemowita Pochitonowa, czy aresztowanego Mirosława Chojeckiego. Prowadził także działalność samokształceniową, organizując wykłady zaproszonych osób z kręgów kultury niezależnej.
Deklarację założycielską SKS podpisali Włodzimierz Fenrych, Jacek Kubiak, Jerzy Nowacki, Jaromir Jedliński, Edward Maliszewski, Ewa Kubacka, Wiesław Lisocki, Maciej Szczerkowski, Wiesława Skrzeszewska, Piotr Jurga i Jadwiga Jurga; natomiast do czynnych działaczy komitetu należeli m.in. W. Fenrych, J. Kubiak, J. Nowacki, J. Jedliński, E. Maliszewski oraz Włodzimierz Filipek, Andrzej Wilowski, Anka Grupińska, Andrzej Müller, Maria Przystanowicz, Małgorzata Bratek.